# Der Pfad der Sünde
Der Pfad der Sünde ist ein deutsches Stummfilmmelodram aus dem Jahre 1916 von Robert Reinert mit Maria Carmi in der Hauptrolle Die beiden Skandinavier Aage Fønss und Einar Bruun spielen die männlichen Hauptrollen.

## Handlung
Die junge Maria sehnt sich danach, ihrem kleinbürgerlichen Leben zu entfliehen. Einen passenden Mann, der ihr dabei helfen könnte und obendrein auch noch sehr an ihr interessiert ist, hat sie schon gefunden: Er heißt Rudolf, ist jung und ziemlich wohlhabend. Eines Tages kreuzt das Schicksal in Gestalt eines namenlosen Fürsten, der auf Durchreise in ihrem Tal ankommt, ihre Wege. Beide beginnen eine leidenschaftliche Affäre, von der Maria hofft, dass mehr daraus werden könne. Doch der hohe Adelige kann und will auch nicht mehr daraus machen; die Standesunterschiede sind zu groß. Ein Brief, in dem sie um Erklärung seines Verhaltens bittet, bleibt unbeantwortet, und so nimmt Maria den Antrag Rudolfs, seine Frau zu werden, schweren Herzens an. Das wiederum bringt sie in starken Gegensatz zu ihrer Freundin Klara, die in der Zwischenzeit längst selbst ein Auge auf Rudolf geworfen hat. Maria wird Mutter, und Rudolf glaubt irrtümlich, dass dies Kind von ihm ist. 
Rudolf wird in seiner Funktion als Architekt vom Fürsten gebeten, sich um Bautätigkeiten an seinem Schloss zu kümmern. Beide Männer verstehen sich auf Anhieb gut. Seit dem Abgang Marias in tiefe Melancholie verfallen, versucht Rudolf seinen fürstlichen Auftraggeber aufzuheitern und lädt diesen, ohne die Zusammenhänge bezüglich der Beziehung des Fürsten zu seiner Maria zu kennen, den Adeligen in sein Haus ein, auf dass er sich dort etwas erholen möge. Als Maria dem Fürsten erklärt, dass ihr Sohn auch der Seine sei, reist der geschockte Erzeuger sofort wieder ab. Klara, die hinter die Zusammenhänge gekommen ist, sieht nun den Moment ihrer Rache, der einer verschmähten Frau, gekommen. Anonym schreibt sie Rudolf, dass in seiner Abwesenheit dessen Haus zum Sündenpfuhl verkommen und seine Maria eine Liaison mit dem Fürsten eingegangen sei. Wild vor Eifersucht, beginnt Rudolf nun den Briefverkehr seiner mutmaßlich untreuen Gattin auf verräterische Liebesbriefe hin zu durchforsten. Tatsächlich spürt er Briefpost auf, die mit der Herkunft des Sohnes zu tun hat.
Tief enttäuscht verlässt Rudolf daraufhin das Haus und hinterlässt Maria einen bitteren Brief, in dem er ihr aber zugleich verzeiht. Maria muss nun annehmen, dass Rudolf genau weiß, dass er nicht der Vater ihres Kindes ist. Der innere Druck wird derart stark, dass sie daraufhin zusammenbricht. Als ihr noch recht kleiner Sohn auf der Suche nach seiner Mutter ist, läuft er mit einer brennenden Kerze durchs Haus und setzt prompt das gesamte Gebäude in Flammen. Bei den Rettungsmaßnahmen erwacht sie aus ihrer Ohnmacht, vermisst aber nun ihr Kind. Maria eilt ins Haus zurück, findet ihren Sohn und stürzt mit ihm ins Freie. Dabei erleidet sie schwere Brandwunden, die sofort behandelt werden müssen. Die Ärzte geben sie vorzeitig auf. Währenddessen wird das Kind bei Verwandten untergebracht. Der Fürst sieht sich in einer Bringschuld und verpflichtet sich dazu, seinen Sohn zu versorgen. Um nicht als unehelicher Vater ins Gerede zu kommen, bringt er den Jungen ins Ausland und lässt ihn dort ein Lyzeum besuchen. Rudolf, der mittlerweile glaubt, dass Maria ihren Verletzungen erlegen ist, will das Kind für sich und erhält es im Ausland auch überstellt.
Maria ist indes nicht tot, sie hat beim Brand lediglich ihr Augenlicht verloren. Nach einer Zeit der Nachbehandlung verlässt sie die Klinik, um sich auf die Suche nach ihrem Jungen zu machen. Vom Lyzeum erfährt sie, dass der Knabe seinem Vater übergeben worden sei. Nun scheint Maria jede Freude am Leben verloren zu haben. Sie plant, sich selbiges zu nehmen, möchte aber wenigstens noch einmal ihren Sohn, wenn sie ihn denn schon nicht mehr sehen kann, berühren dürfen. Nach zwei Jahren des langen Suchens hat sie den Aufenthaltsort ihres Sohnes erfahren, und es kommt zu beider Wiederbegegnung. Von einer ihm fremden Frau umarmt und geherzt, reißt sich der Knabe irritiert von Maria los, um zu seinem Vater zu stürmen. Rudolf erkennt die in Schmerzen und Trauer zusammengesackte Frau, die seine Gattin ist, wieder und zieht sie vorsichtig zu sich hoch. Auch wenn Maria ihn und seine Reaktion nicht sehen kann, so spürt sie doch instinktiv Rudolfs unvergängliche Liebe, die dieser ihr entgegenbringt. Nun endlich ist die Familie wiedervereint.

## Produktionsnotizen
Der Pfad der Sünde entstand im Sommer 1916, passierte im September desselben Jahres die Filmzensur und wurde noch im selben Jahr uraufgeführt. 
Der Vierakter besaß eine Länge von 1566 Metern.
Robert A. Dietrich entwarf die Filmbauten.

## Kritik
Die Kinematographische Rundschau befand: „Ein wunderbar ergreifendes Bild. Maria Carmis gewaltige, alles idealisierende Kunst ist in diesem Film als eine rein klassische zu bezeichnen, die jede Regung der Seele in verklärter Form zum Ausdrucke bringt. Unterstützt wird dieser Eindruck noch durch eine mit dem feinsten Kunstverstande durchgeführte Regie, die es meisterhaft versteht, der großen Künstlerin einen würdige Rahmen zu verleihen.“.